# Lera Abova
Lera Abova (* 4. November 1992 in Slawgorod, Region Altai; eigentlich Walerija Smirnowa, russisch Валерия Смирнова, wiss. Transliteration Valerija Smirnova) ist eine russisch-deutsche Schauspielerin und ein Model.

## Leben
Abova wurde am 4. November 1992 in Slawgorod geboren, wo sie auch aufwuchs. Als sie 13 Jahre alt war, zog ihre Familie mit ihr nach Deutschland. Aufgrund fehlender Deutschkenntnisse kommunizierte sie anfangs mit einem elektronischen Übersetzer. Wegen der Sprachbarriere und unterschiedlicher Interessen, fiel es ihr schwer, Kontakte zu Gleichaltrigen zu knüpfen. Nachdem sie Deutsch gelernt hatte, fand sie Anschluss und fand Freunde. Die Schule brach sie vor den Abschlussprüfungen ab.
2016 wurde der Fotograf David Sims auf sie aufmerksam. Es folgten Shootings und erste Schritte als Model. Nach Shootings mit Colin Dodgson und Mariano Vivanco nahm sie in den ersten beiden Jahren ihrer Modelkarriere an zahlreichen Werbekampagnen teil. Ihr Filmschauspieldebüt gab sie 2019 im Film Anna in der größeren Rolle der Maude, feste Freundin der titelgebenden Hauptrolle Anna Poliatova gespielt von Sasha Luss. Für die deutschsprachige Filmfassung leiht Nicole Hannak ihr die Stimme. 2022 mimte sie in 6 Episoden der Fernsehserie Pitch Perfect: Bumper in Berlin die Rolle der DJ Das Boot. Im September 2024 wurde bekannt, dass sie die Rolle der Archäologin und Piratin Nico Robin im Netflix Original One Piece spielen wird.

## Filmografie (Auswahl)
- 2019: Anna
- 2022: Pitch Perfect: Bumper in Berlin (Fernsehserie, 6 Episoden)
- 2025: Exterritorial